# Felix Steiner
Felix Martin Julius Steiner (23 de maig de 1896 - 12 de maig de 1966) va ser un comandant alemany de les SS durant l'època nazi. Durant la Segona Guerra Mundial, va servir a les Waffen-SS, la branca de combat de les SS, i va comandar diverses divisions i cossos de les SS. Va ser guardonat amb la Creu de Cavaller de la Creu de Ferro amb Fulles de Roure i Espases. Juntament amb Paul Hausser, va contribuir significativament al desenvolupament i transformació de les Waffen-SS en una força de combat formada per voluntaris i reclutes tant de terres ocupades com no ocupades.
Steiner va ser escollit per Heinrich Himmler per supervisar la creació i després comandar la Divisió SS Wiking. El 1943, va ser ascendit al comandament del III. SS-Panzerkorps. El 28 de gener de 1945, Steiner va ser posat al comandament de l'11. SS-PanzerArmee, que formava part d'un nou Grup d'Exèrcits Vístula, una formació ad-hoc per defensar Berlín dels exèrcits soviètics que avançaven des del riu Vístula.
El 21 d'abril de 1945, durant la batalla de Berlín, Steiner va ser posat al comandament del destacament d'exèrcit Steiner, amb el qual Adolf Hitler va ordenar a Steiner que envoltés el 1r Front Belarús mitjançant un moviment de pinça, avançant des del nord de la ciutat. No obstant això, com que la seva unitat era superada en deu a un, Steiner va deixar clar que no tenia capacitat per a un contraatac el 22 d'abril durant la conferència de situació diària al Führerbunker.
Després de la capitulació d'Alemanya, Steiner va ser empresonat i investigat per crims de guerra. Va enfrontar càrrecs als judicis de Nuremberg, però van ser retirats i va ser alliberat el 1948. El 1953, Steiner va ser reclutat per l'Agència Central d'Intel·ligència dels Estats Units per fundar la Gesellschaft für Wehrkunde ("Societat d'Estudis de Defensa"), formada per antics oficials militars alemanys, com a eina de propaganda i un grup de reflexió militar per al rearmament d'Alemanya Occidental.
Juntament amb altres antics personal d'alt rang de les Waffen-SS, Steiner va ser membre fundador de HIAG, un grup de pressió d'apologistes negacionistes format el 1951 per fer campanya per la rehabilitació legal, econòmica i històrica de les Waffen-SS. Va morir el 1966.

## Biografia

### Primera Guerra Mundial
Nascut el 1896, Felix Steiner es va unir al Reial Exèrcit Prussià com a cadet d'infanteria. Durant la Primera Guerra Mundial, va rebre la Creu de Ferro de 1a i 2a classe. El 1919, Steiner es va unir al Freikorps paramilitar a la ciutat de Memel de Prussia oriental i es va incorporar al Reichswehr el 1921. El 1933, va abandonar l'exèrcit havent assolit el grau de major.

### Carrera a les SS
Steiner es va unir per primera vegada al Partit Nazi (NSDAP) (número d'afiliat: 4.264.295) i a la Sturmabteilung (SA). El 1935 es va allistar a les SS. Va prendre el comandament d'un batalló de tropes SS-Verfügungstruppen (SS-VT), i en un any havia estat ascendit a SS-Standartenführer; i més tard va ser posat al comandament del Regiment SS-Deutschland.
A l'esclat de la Segona Guerra Mundial, va ser SS-Oberführer (cap superior) al capdavant del regiment Waffen-SS SS-Deutschland. Va dirigir aquest regiment durant la invasió de Polònia i la batalla de França, per la qual va rebre la Creu de Cavaller de la Creu de Ferro el 15 d'agost de 1940. Steiner va ser presentat a Heinrich Himmler, el cap de les SS, per supervisar la creació i prendre posteriorment el comandament de la nova divisió de les SS Wiking. En el moment de la seva creació, estava format principalment per voluntaris no alemanys (holandesos, flamencs, finlandesos i escandinaus), inclòs el regiment danès Frikorps Danmark. Steiner era un soldat destacat, un comandant agressiu, d'un coratge personal considerable, un líder nat amb un coneixement astut de la guerra panzer: "El Gruppenfuhrer Steiner es va moure ràpidament i sense por darrere dels tancs, amb la seva sobrecoberta de color clar i amb el seu petit bastó de batalla. El seu lloc de comandament estava al davant. Les decisions i les ordres es van ajustar al progrés dels combats, ràpidament i sense cap lapse de temps. L'artilleria es va posar en posició; els observadors avançats van registrar i corregir els canons."
L'abril de 1943, va ser posat al comandament d'un recentment format III SS Panzerkorps. La unitat va participar en accions antipartisanes a Iugoslàvia. Al novembre/desembre de 1943 el seu cos va ser traslladat al front oriental i posicionat al sector nord a Leningrad sota el Grup d'Exèrcits Nord. El Cos Panzer de Steiner va tenir un paper destacat durant les batalles de Narva i de la Línia Tannenberg. Aleshores, la seva unitat es va retirar amb la resta del Grup d'Exèrcits Nord cap a la península de Curlàndia.

### Batalla de Berlín
El gener de 1945, Steiner juntament amb el III SS Panzerkorps van ser traslladats en vaixell des de la bossa de Curlandàndia per ajudar amb la defensa de la pàtria alemanya. El cos va ser assignat al Grup d'Exèrcits Vístula sota el nou XI. SS-PanzerArmee, encara que l'exèrcit només existia en el paper. Una vegada que l'exèrcit soviètic va arribar al riu Oder, l'Onze Exèrcit Panzer SS es va tornar inactiu i el III Cos Panzer SS va ser reassignat al Tercer Exèrcit Panzer com a reserva durant l'operació ofensiva de Berlín dels soviètics. Durant la batalla dels turons de Seelow, la primera gran batalla de l'ofensiva, el general Gotthard Heinrici, el comandant del Grup d'Exèrcits Vístula, va transferir la majoria de les divisions del III Cos Panzer SS al Novè Exèrcit del general Theodor Busse.
El 21 d'abril, el Primer Front Belarús del mariscal soviètic Georgy Júkov havia trencat les línies alemanyes als turons de Seelow. Hitler, ignorant els fets, va començar a cridar a les unitats desordenades que estaven sota el comandament de Steiner, el Destacament de l'Exèrcit Steiner (Armeeabteilung Steiner).
Hitler va ordenar a Steiner que atacara el flanc nord de l'enorme sortint que havia estat creat per l'esclat del 1r front belarús. L'atac de Steiner havia de coincidir amb l'atac del Novè Exèrcit del general Theodor Busse des del sud en un atac de pinça. El novè exèrcit havia estat empès al sud del sortint del 1r front belarús. Per facilitar l'atac, a Steiner se li van assignar les tres divisions del CI Cos del Novè Exèrcit: la 4a Divisió Panzergrenadier Polizei, la 5a Divisió Jäger i la 25a Divisió Panzergrenadier. Les tres divisions estaven al nord del canal de Finow al flanc nord del sortint de Júukov. El LVI Panzerkorps del general Helmuth Weidling, que encara es trobava a l'est de Berlín amb el seu flanc nord just per sota de Werneuchen, també va rebre l'ordre de participar en l'atac. Les tres divisions del CI Cos planejaven atacar al sud des d'Eberswalde al Canal Finow cap al LVI Panzerkorps. Les tres divisions del CI Cos es trobaven a 24 quilòmetres a l'est de Berlín, i l'atac al sud tallaria en dos el sortint del 1r Front belarús. Steiner va trucar a Heinrici i li va informar que el pla no es podia implementar perquè la 5a Divisió Jäger i la 25a Divisió Panzergrenadier estaven desplegades a la defensiva i no es podien tornar a desplegar fins que la 2a Divisió Naval arribés de la costa per rellevar-los. Això només va deixar disponibles dos batallons de la 4a Divisió Panzergrenadier de les SS, i no tenien armes de combat.
Basant-se en l'avaluació de Steiner, Heinrici va trucar al general Hans Krebs, cap d'estat major de l'Estat Major de l'Alt Comandament de l'Exèrcit, i li va dir que el pla no es podia implementar. Heinrici va demanar parlar amb Hitler, però li van dir que Hitler estava massa ocupat per atendre la seva trucada. El 22 d'abril de 1945, a la seva conferència de la tarda, Hitler, en adonar-se que Steiner no anava a atacar, va caure en una ràbia plorosa. Hitler finalment va declarar que la guerra estava perduda, va culpar els generals de la derrota del Reich i va anunciar que romandria a Berlín fins al final i després es suicidaria. El mateix dia, el general Rudolf Holste va rebre les poques forces mòbils que Steiner comandava perquè pogués participar en un nou pla per rellevar Berlín. Holste havia d'atacar des del nord mentre el general Walther Wenck atacava des de l'oest i el general Theodor Busse atacava des del sud. Els atacs van ser pocs, i el 25 d'abril, les forces soviètiques que atacaven al nord i al sud de Berlín es van enllaçar a l'oest de la ciutat.

### Postguerra
Després de la rendició, Steiner va ser empresonat fins al 1948. Va enfrontar-se a càrrecs als judicis de Nuremberg, però van ser retirats per manca de proves sòlides i va ser alliberat.
El 1953, Steiner va ser reclutat per l'Agència Central d'Intel·ligència dels Estats Units per fundar la Gesellschaft für Wehrkunde ("Societat d'Estudis de Defensa"), composta per antics oficials militars alemanys, com a eina de propaganda i grup de reflexió militar per al rearmament de l'Alemanya Occidental.
Amb Paul Hausser, Herbert Gille i Otto Kumm, Steiner es va convertir en membre fundador del HIAG, el grup de pressió fundat per antics oficials d'alt rang de les Waffen-SS a Alemanya Occidental el 1951.
Des de casa seva a Alemanya Occidental va publicar Die Freiwilligen der Waffen-SS: Idee und Opfergang ("Els voluntaris de Waffen-SS: Idea i sacrifici") el 1958. Els llibres i les memòries de Steiner han estat caracteritzats per l'historiador Charles Sydnor com un dels "les obres més importants de la literatura apologista", juntament amb les anàlisis de guerra Grenadiere de Kurt Meyer i Waffen-SS en acció de Paul Hausser. Aquests treballs exigien la rehabilitació de la branca militar del NSDAP, sent importants les obres de Steiner per subratllar el tema de les Waffen-SS purament militars.
Un segon llibre es va publicar el 1963 amb el títol Die Armee der Geächteten (en anglès: "L'exèrcit dels proscrits") i també va ser tendenciós.
Steiner va morir el 12 de maig de 1966, 11 dies abans del seu 70è aniversari. No es va casar mai.

## Sumari de la carrera a les SS
Promocions
 SS-Standartenführer – 1 de juny de 1936 (ingrés a les SS-Verfügungstruppe)
 SS-Oberführer
 SS-Brigadeführer und Generalmajor der Waffen-SS – 9 de novembre de 1940
 SS-Gruppenführer und Generalleutnant der Waffen-SS – 1 de gener de 1942
 SS-Obergruppenführer und General der Waffen-SS – 1 de juliol de 1943
Condecoracions
 Creu de Cavaller de la Creu de Ferro amb Fulles de Roure i Espases:
 Creu de Cavaller:com SS-Oberführer i comandant de la SS-Standarte "Deutschland".
 Fulles de Roure: (159è) 23 de desembre de 1942 com SS-Gruppenführer i Generalleutnant de les Waffen-SS i comandant de la 5. SS-Panzergrenadier-Division "Wiking"
 Espases: (86è) 10 d'agost de 1944 com SS-Obergruppenführer i general de les Waffen-SS i comandant general del III. germanischen SS-Panzerkorps
 Creu alemanya en Or: 22 d'abril de 1942 com SS-Gruppenführer i Generalmajor de les Waffen-SS amb la 5. SS-Panzergrenadier-Division "Wiking"
 Creu de Ferro 1914 de 1a Classe (3 de novembre de 1917)
 Creu de Ferro 1914 de 2a Classe (9 d'octubre de 1914)
 Barra de 1939 a la Creu de Ferro 1914 de 1a Classe (26 de setembre de 1939)
 Barra de 1939 a la Creu de Ferro 1914 de 2a Classe (17 de setembre de 1939)
 Insígnia de Ferits 1918 en Negre
 Orde de la Creu de la Llibertat, 1a classe amb Estrella de Pit, Fulles de Roure i Espases (Finlàndia) [10]